# 洞雲寺 (さいたま市)
洞雲寺（とううんじ）は、埼玉県さいたま市岩槻区にある曹洞宗の寺院。

## 歴史
室町時代後期、太田資頼の開基である。資頼は岩付城（後の岩槻城）の城主であった。
宝永年間（1704年 - 1711年）に、山門を除いて火災で焼失したが、後に再建されている。
かつて当寺には、資頼と布州東幡との開山由来を記した梵鐘があったが、太平洋戦争時の金属類回収令により供出され、現存しない。

## 交通アクセス
- 岩槻駅より徒歩15分。